# Parmenonta albisetosa
Parmenonta albisetosa är en skalbaggsart som beskrevs av Bates 1880. Parmenonta albisetosa ingår i släktet Parmenonta och familjen långhorningar.
Artens utbredningsområde är:
- Guatemala.
- Panama.
- Venezuela.

Inga underarter finns listade i Catalogue of Life.